# Scalesia affinis
Scalesia affinis Hook. là một loài thực vật có hoa thuộc họ Asteraceae.
Đây là loài đặc hữu của quần đảo Galápagos, Ecuador.
Đây là một trong bốn loài Scalesia phân bổ rộng rãi nhất và mọc trên bốn đảo chính: đảo Fernandina, đảo Isabela (vùng phân bổ chính), đảo Santa Cruz và đảo Floreana.
Quần thể ở các đảo Santa Cruz và Floreana hơi khác biệt về hình thái và di truyền so với quần thể tại đảo Fernandina và đảo Isabela.